# マーク・ピレイ
マーク・ピレイ（英語: Mark Pillay ）は、カナダ出身の男性フィギュアスケート振付師。

## 人物
サイモンフレーザー大学で心理学の学位を取得した。

## 経歴
南アフリカ人の父とイギリス人の母の元にサスカチュワン州のムースジョーで育つ。近所に住んでいたジャナ・ビーズリーの影響でスケートを始め、彼女とカップルを組みアイスダンスを始めた。しかし、パートナーの身長が伸びたためカップルは解散し、男子シングルに専念することになった。
最初に師事したのは13代サスカチュワン州知事、ローン・キャルバートの妻であるベティ・キャルバートとデール・ヘーゼルだった。カルガリーへ練習拠点を移してからはシャロン・ラリヴィエールにスケートを教わった。バンクーバーではジョアン・マクラウドに教わり、2001年にカナダ選手権に出場し27位。大会後に現役を引退した。
引退後はサイモンフレーザー大学に進学。授業中長時間着座するイライラを解消するために、コンテンポラリーダンスの勉強を大学で始めた。ノービススケーターの母親から振付の依頼を受けたことをきっかけに、2002年に振付師としての道を歩むことになった。
振付をし始めて数年経ち、エマニュエル・サンデュよりトリノオリンピックの行われる2005-2006シーズンを戦うFSの振付依頼を受けた。サンデュはバンクーバーの作曲家、ゴードン・コブの音楽を使ったプログラムでグランプリシリーズで2戦連続優勝するなどの結果を残した。コブとの親交は現在に至るまで続いており、ピレイの担当するプログラムの編曲を行っている。
2009年にはバンクーバーオリンピック組織委員会の依頼を受け、オリンピックのプレイベントである四大陸選手権のオープニング、クロージングセレモニーとエキシビションの振付を行った。
シンクロナイズドスケーティングチーム、ネクシスの指導をした後、2009-2010シーズンからカーステン・ムーア＝タワーズ/ディラン・モスコビッチ組の振付を始め、ペアが解散する2013-2014シーズンまで担当した。
バンクーバースケーティングクラブを拠点とし、世界各国のスケーターのプログラムの振付を行っている。